# Рицци, Бруно
Бруно Рицци (итал. Bruno Rizzi, 20 марта 1901 — 13 января 1977) — итальянский троцкист, один из основных (наряду с Львом Троцким, Джеймсом Бернхэмом и Иваном Крайпо) участников дискуссии о природе СССР.
Наиболее известное его произведение — опубликованная в 1939 году в Париже книга «СССР: бюрократический коллективизм» из трилогии «Бюрократизация мира».

## Биография
Бруно Рицци родился в Порто-Мантовано (Италия). В 1918 году присоединился к Итальянской социалистической партии, вышел из неё в 1921 году и стал одним из основателей Коммунистической партии Италии, из которой вышел в 1930 году.
Преследуемый фашистским режимом Рицции иммигрировал во Францию, в конце 30-х полемизировал с Львом Троцким и Иваном Крайпо относительно природы Советского Союза.
Рицци вернулся в Италию в 1943 году, но вёл закрытый образ жизни, работая продавцом обуви. Умер в 1977 году в Буссоленго.

## «Бюрократизация мира»
В 1939 году Бруно Рицци опубликовал во Франции книгу «СССР: бюрократический коллективизм», первую часть задуманной им трилогии «Бюрократизация мира».
Рассматривая социальную природу советского общества, Рицци объявил несоциалистической не только его политическую надстройку, но и экономическую основу, и выдвинул новый термин — «бюрократический коллективизм».
Концепцию, основанную на этом термине, он вписал в более широкую схему глобального общественного развития, сводящуюся к тому, что «бюрократический коллективизм» является такой общественно-экономической формацией, которая идёт во всём мире на смену капитализму. Коллективизм в СССР — лишь наиболее последовательное и чистое проявление этой тенденции к «бюрократизации мира», которая ведёт к утверждению тоталитарных режимов.
Экономические корни этой новой общественной системы, по мнению Рицци, состояли в тенденции к возрастанию экономических функций государства и соответственно — к усилению роли управленцев, чиновников, бюрократов.
Эта тенденция проявлялась, как утверждал Рицци, не только в СССР, но и в Германии и Италии (в форме фашизма) и США (в форме «Нового курса» Рузвельта). Рицци рассматривал развитие в СССР лишь как частный случай якобы всемирного явления прихода к власти бюрократии.

## Последователи
Книга Бруно Рицци положила начало научной разработке проблемы. Затем последовали: Макс Шахтман — «Бюрократическая революция» (1941); Карл Август Виттфогель — «Восточный деспотизм. Сравнительное исследование тотальной власти» (1951); Милован Джилас — «Новый класс» (1957); Рудольф Баро — «Альтернатива. К критике реально существующего социализма» (1977) и другие.
Основная идея книги Бернхема «Революция управляющих» — о переходе в капиталистическом обществе власти от собственников к администраторам, менеджерам, чиновникам — была заимствована Бернхемом от Рицци.

## Труды
- La Bureaucratisation du Monde, Édité par l’auteur, Les Presses Modernes, Paris, 1939